# 福島市西学習センター
福島市西学習センター（ふくしまし にしがくしゅうセンター）は、福島県福島市にある生涯学習施設である。

## 概要
福島市学習センター条例に基づき設置された学習センターの一つであり、福島市上名倉（西地区）地内、国道115号荒井バイパス沿いに位置する。もともとは福島市西公民館として利用されており、西地区住民の生涯学習の拠点として利用されてきた。建物は福島市役所西支所との合築となっている。

## 施設
1階
- 和室
- 大ホール
- 調理実習室
- 小会議室
- 福島市役所西支所

2階
- 図書室（福島市立図書館分館）
- 研修室
- 大会議室

## 沿革
- 1955年4月 - 信夫郡荒井村と土湯村が福島市に編入合併されたことから福島市公民館の分館として福島市荒井公民館と土湯公民館が設置される。
- 1965年4月 - 2年後に福島市公民館条例が改正されるのに先立ち、新たに公民館本館として西公民館が設置され、吉井田公民館、荒井公民館、土湯公民館が分館となる。
- 1984年3月 - 現在地に市役所支所との合築として西公民館が建設され開館する。
- 2005年4月 - 福島市公民館条例が廃止され福島市学習センター条例が施行される。これにより従来の福島市西公民館が福島市西学習センターへ改称される。

## 開館
- 開館時間 - 午前9時～午後9時（未登録団体の専用使用は午後5時45分まで）
- 休館日 - 毎週火曜日、国民の祝日、12月29日から翌年1月3日まで

## アクセス
- JR東北本線福島駅より福島交通バス荒井・土湯温泉線 佐倉局前停留所または荒井診療所前停留所より徒歩1分

## 周辺
- 佐倉郵便局
- コメリハードアンドグリーン上名倉店
- ハシドラッグ福島荒井店
- スーパーキクタ荒井店
- 福島市立西信中学校
- 福島市立荒井小学校
- 国道115号荒井バイパス